# Mas Molla de la Riera
Mas Molla de la Riera és una obra del municipi de Calonge (Baix Empordà) inclosa en l'Inventari del Patrimoni Arquitectònic de Catalunya.

## Descripció
El mas situat als afores de la vila, prop del rierot. Consta de dos habitatges, amo i masovers, i una gran nau adossada al darrere que avui serveix de bodega. La casa gran és de dos pisos, els segon més alt, i està coberta amb teulada da quatre vents. La planta baixa té tres crugies: dues amb volta d'arestes de rajola i l'altre de plec de llibre. L'amplia nau és una construcció posterior destinada a hostatjar un trull. A la part del davant hi ha un jardí romàntic de moreres actualment molt descuidat. Les terres properes que l'hi pertanyen estan conreades amb vinyes i fruiters.

## Història
La construcció actual data del segle xviii. Segurament el primer propietari fou Martí Molla, mort l'any 1840, i que va llegat la finca a Josep Molla Oliver que deixà un detallat inventari de béns (1869) conservat a la casa. El seu fill, Joan Molla Presas, es casà el 1880 amb Rosa Muntaner, d'una rica família de Palamós, i realitzà la reforma (les quadres són convertides en menjadors, s'eleva l'alçada del segon pis, els porxos són substituïts per una nova ala, es fa l'enjardinament, etc.). També modernitzà l'explotació canviant el trull de tracció animal per la màquina de vapor. Després passà a Josep Molla Muntaner i actualment pertany a Lluís Molla i Callís.
Amb el mas veí, Mas Ponsjoan, promouen el vi de pagès i preserven varietats de ceps únics al món.